# Murça
Murça ist eine Kleinstadt (Vila) und Sitz eines gleichnamigen Kreises (Concelho) im Norden Portugals. Der Ort ist für seine vorgeschichtliche Steinfigur eines Wildschweins, der Porca de Murça bekannt. In der Kreisgemeinde Candedo liegt das Thermalbad Caldas de Carlão.

## Geschichte
Keltiberer lebten hier. Eine steinerne Wildschweindarstellung, die Porca de Murça (port. für: Die Sau von Murça) war vermutlich Gegenstand der Verehrung durch das Naturvolk, und ist heute das Wahrzeichen der Stadt. Ab dem 2. Jahrhundert v. Chr. eroberten die Römer das Gebiet. Eine gut erhaltene Brücke und einige Teile einer Römerstraße sind hier erhalten geblieben.
Im Zuge der ab 711 erfolgten Landnahme durch die Araber wurde der heutige Ort vermutlich von Ibn Musa gegründet, dem Statthalter des Al-Andalus. Der Ortsname geht auf ihn zurück. Im Verlauf der Reconquista wurde Murça portugiesisch. König D.Sancho II. gab dem Ort 1224 erste Stadtrechte.
1512 erneuerte König D.Manuel I. die Stadtrechte Murças.

## Verwaltung

### Kreis
Murça ist Sitz eines gleichnamigen Kreises (Concelho) im Distrikt Vila Real. Am 19. April 2021 hatte der Kreis 5245 Einwohner auf einer Fläche von 189,4 km².
Die Nachbarkreise sind (im Uhrzeigersinn im Norden beginnend):
Valpaços, Mirandela, Carrazeda de Ansiães, Alijó sowie Vila Pouca de Aguiar.
Mit der Gebietsreform im September 2013 wurden mehrere Gemeinden zu neuen Gemeinden zusammengefasst, sodass sich die Zahl der Gemeinden von zuvor neun auf sieben verringerte.
Die folgenden Gemeinden (Freguesias) liegen im Kreis Murça:

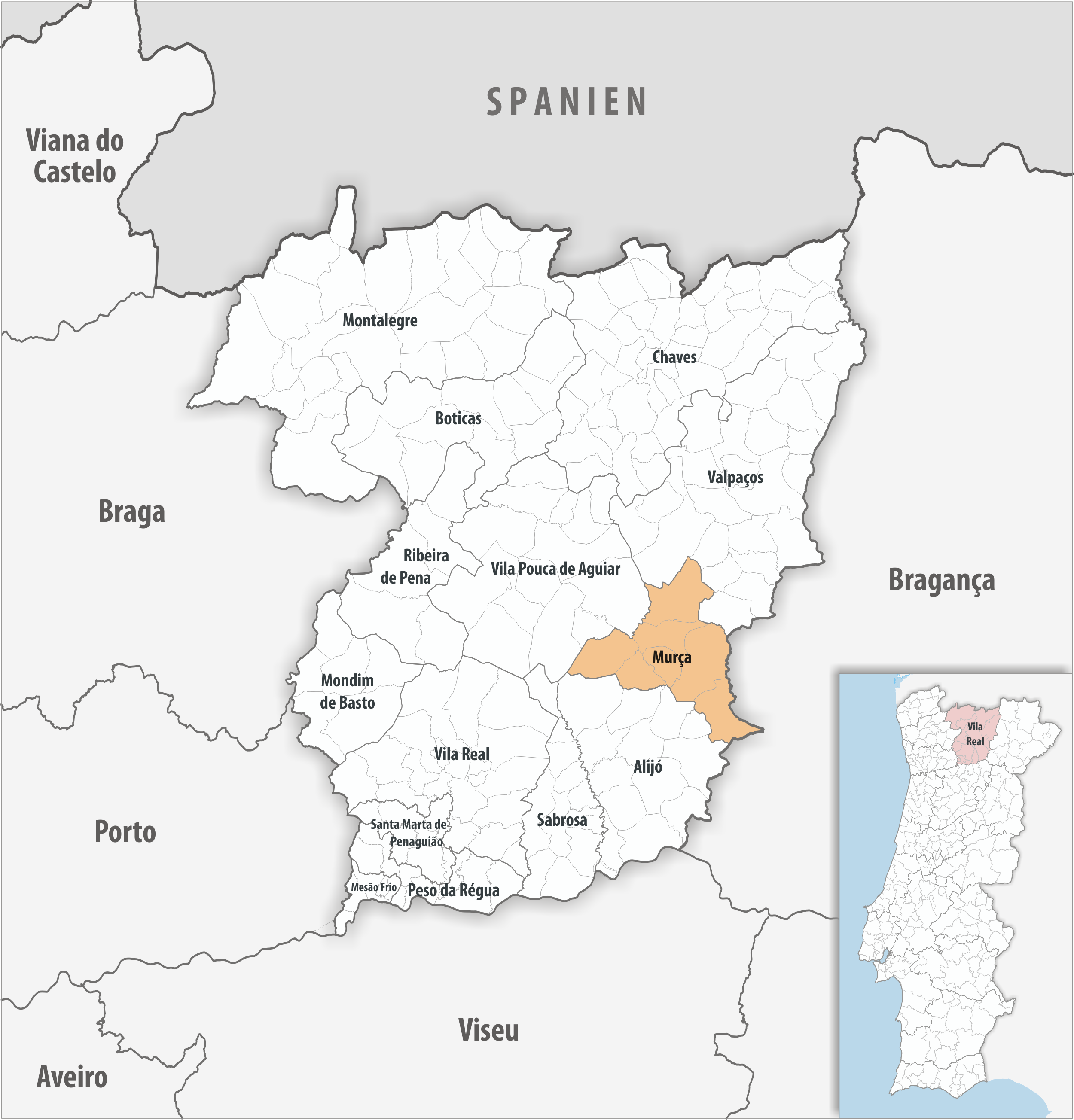
Kreis Murça

| Gemeinde           | Einwohner (2021) | Fläche km² | Dichte Einw./km² | LAU- Code |
| ------------------ | ---------------- | ---------- | ---------------- | --------- |
| Candedo            | 821              | 28,78      | 29               | 170701    |
| Carva e Vilares    | 432              | 29,30      | 15               | 170710    |
| Fiolhoso           | 416              | 16,20      | 26               | 170703    |
| Jou                | 535              | 37,29      | 14               | 170704    |
| Murça              | 1.964            | 13,96      | 141              | 170705    |
| Noura e Palheiros  | 812              | 41,72      | 19               | 170711    |
| Valongo de Milhais | 265              | 22,12      | 12               | 170708    |
| Kreis Murça        | 5.245            | 189,37     | 28               | 1707      |

### Bevölkerungsentwicklung
| Einwohnerzahl im Kreis Murça (1801–2011) | Einwohnerzahl im Kreis Murça (1801–2011) | Einwohnerzahl im Kreis Murça (1801–2011) | Einwohnerzahl im Kreis Murça (1801–2011) | Einwohnerzahl im Kreis Murça (1801–2011) | Einwohnerzahl im Kreis Murça (1801–2011) | Einwohnerzahl im Kreis Murça (1801–2011) | Einwohnerzahl im Kreis Murça (1801–2011) | Einwohnerzahl im Kreis Murça (1801–2011) | Einwohnerzahl im Kreis Murça (1801–2011) |
| ---------------------------------------- | ---------------------------------------- | ---------------------------------------- | ---------------------------------------- | ---------------------------------------- | ---------------------------------------- | ---------------------------------------- | ---------------------------------------- | ---------------------------------------- | ---------------------------------------- |
| 1801                                     | 1849                                     | 1900                                     | 1930                                     | 1960                                     | 1981                                     | 1991                                     | 2001                                     | 2011                                     |                                          |
| 4531                                     | 4975                                     | 6857                                     | 7886                                     | 10.364                                   | 8518                                     | 7371                                     | 6752                                     | 5952                                     |                                          |

### Kommunaler Feiertag
- 8. Mai

### Städtepartnerschaften
- Frankreich: La Couture im Département Pas-de-Calais[10]
- Angola: Cambulo in der Provinz Lunda Norte[11]
- Italien: Spello[12]

## Söhne und Töchter der Stadt
- Gaspar Cardoso de Sequeira, Mathematiker des 17. Jahrhunderts
- Inácio do Nascimento de Morais Cardoso (1811–1883), römisch-katholischer Kardinal und elfter Patriarch von Lissabon
- Aníbal Milhais (1895–1970), bekannt als  Soldado Milhões, portugiesischer Kriegsheld im Ersten Weltkrieg
- António Borges Coelho (* 1928), Theaterwissenschaftler, Historiker und Lyriker